# Erika Leonardi
Erika Leonardi (Catania, 11 febbraio 1954) è una saggista italiana.
È autrice di diversi libri sulla gestione aziendale e dei servizi.

## Biografia
Dopo studi in campo etologico, si è specializzata nella gestione dei servizi con interventi di consulenza e di formazione, dai cui ha tratto ispirazione per la redazione di saggi su tematiche manageriali.
Presso l'Università IULM di Milano ha insegnato Qualità (dal 2001 al 2006), progettato e coordinato un Master per Quality Manager (2002, 2004).
Nel 2022 è entrata a far parte della IAQ - International Academy for Quality.

## Premi
- 2010, Premio Paolo Scolari, conferito dall'UNI - Ente Nazionale Italiano di Unificazione.

## Saggistica
- Per erogare un servizio eccellente. Il segreto del successo: coinvolgere attivamente il cliente – Franco Angeli, 2024
- Manager della qualità – egea, Milano 2021, 2 ediz
- Comunicazione interna e processo – Franco Angeli, 2020
- Impresa & jazz. Il lavoro di gruppo a tempo di swing – Guerini Next, 2018
- Scrivere per farsi capire in azienda – Egea, 2018
- Il passaparola per un dental team di successo – Edra, 2018
- Iso 9001:2015, responsabilità e opportunità della scelta – Assolombarda, Milano 2017
- Manager della qualità – Egea, Milano 2015
- Scrivere per farsi capire – Camera Commercio Milano, Assolombarda e Consorzio Qualità 2014 – e-book
- Disegnare i processi – Franco Angeli editore, 2012 - cartaceo e e-book
- La gestione del servizio – il sole 24 ore, 2009
- Padroni del proprio tempo – il sole 24 ore, 2009
- Azienda in jazz– il sole 24 ore, 2008 2° ed.
- Capire la qualità – ilsole 24 ore, 2007 2° ed.
- Un mondo di qualità… che cambia, UNI, 2006
- Ricostruire e vivere il processo per la qualità in azienda – Sperling, Sperling & Kupfer, 2005
- Servire successo– il sole 24 ore, 2003
- Gestire il cambiamento. Qb e la qualità vision 2000 – UNI, 2001
- Le norme ISO 9000 e la gestione del cambiamento in conoscere le ISO 9000:2000 . Cambiamento, cliente, processi e miglioramento continuo – UNI, 2001
- La qualità nei servizi turistici, in turismo e qualità – Arcipelago Edizioni Milano, 2000
- Iso 9000, sistemi qualità e certificazione– il sole 24 ore, 1998
- Servizi di qualità – il sole 24 ore, 1997
- Il mondo dei servizi e …la qualità – il sole 24 ore quotidiano, 1997
- Un mondo di qualità – il sole24ore, 1995